# Василевич, Георгий Алексеевич
Георгий Алексеевич Василевич (20 сентября 1900 года, м. Барановичи, Новогрудский уезд, Минская губерния — 4 декабря 1966 года, Москва) — советский военный деятель, генерал-майор (16 октября 1943 года).

## Начальная биография
Георгий Алексеевич Василевич родился 20 сентября 1900 года в местечке Барановичи ныне городе Брестской области Белоруссии.
С июня 1913 года работал на станции Барановичи Московско-Брестской железной дороги. В сентябре 1914 года переехал в Московскую губернию, после чего работал чернорабочим на стекольный завод Бромлей на станции Дорохово, а с апреля 1917 года — учеником службы телеграфа и электротехником на Александровской железной дороге.

## Военная служба

### Гражданская война
20 апреля 1918 года призван в ряды РККА и направлен в полк обороны Московско-Казанской железной дороги, а затем принимал участие в боевых действиях на Восточном фронте в составе 2-го головного восстановительного поезда на участке Инза — Сызрань — Симбирск и телеграфистом при штабе фронта в Симбирске.
В 1919 году вступил в ряды РКП(б). В мае того же года Г. А. Василевич уволен из рядов армии по болезни, после чего лечился в Москве. После выздоровления работал на восстановлении железнодорожного транспорта, а затем — политкомиссаром в Управлении Московско-Казанской железной дороги а с сентября 1920 года — в Управлении Киево-Воронежской железной дороги в Курске.

### Межвоенное время
В январе 1922 года вновь призван в ряды РККА, после чего служил в составе 55-го стрелкового полка (6-я стрелковая дивизия, Московский военный округ), дислоцированного в Воронеже, на должностях политрука роты и ответственного секретаря партбюро полка. В сентябре 1923 года назначен на должность инструктора организационно-партийной работы политотдела 19-й стрелковой дивизии.
В октябре 1925 года направлен на учёбу на курсы усовершенствования преподавателей партийно-политической работы при Военно-политической академии имени Н. Г. Толмачёва в Ленинграде, после окончания которых в июне 1926 года назначен на должность преподавателя партийно-политической работы в Объединённой Белорусской военной школе в Минске. В 1928 году там же экстерном сдал экзамен за курс нормальной военной школы.
В декабре 1929 года назначен на должность военкома 111-го Черкасского стрелкового полка (37-я стрелковая дивизия, Белорусский военный округ). В мае 1931 года направлен на учёбу Военную академию имени М. В. Фрунзе, после окончания которой 21 мая 1934 года назначен на должность командира 104-го Петропавловского стрелкового полка (35-я стрелковая дивизия, Забайкальская группа войск ОКДВА, затем 2-я Краснознамённая армия).
Полковник Г. А. Василевич 11 июля 1938 года уволен из рядов РККА по ст. 44, п. «в» арестован органами НКВД, однако в январе 1940 года восстановлен в кадрах армии и в феврале того же года назначен на должность начальника штаба 3-й стрелковой дивизии (18-й стрелковый корпус, 2-я Краснознамённая армия).

### Великая Отечественная война
С началом войны полковник Г. А. Василевич находился на прежней должности.
В январе 1942 года назначен на должность командира 35-й стрелковой дивизии (5-й стрелковый корпус, 35-я армия, Дальневосточный фронт), выполнявшей задачи по обороне государственной границы СССР в Приморье.
С началом советско-японской войны 35-я стрелковая дивизия с 9 августа 1945 года принимала участие в ходе Харбино-Гиринской наступательной операции, в ходе которой 10 августа форсировала реку Уссури, к 14 августа заняла Жаохэйский укреплённый район противника, к 18 августа — город Баоцин а 30 августа — город Боли. После окончания войны дивизия в период с 4 по 16 сентября совершила марш по маршруту Боли — Мишань — Баоцин — Жаохэ и с 18 сентября дислоцировалась в городе Бикин.

### Послевоенная карьера
После окончания войны находился на прежней должности.
В августе 1946 года дивизия была расформирована, а генерал-майор Г. А. Василевич был прикомандирован к Военной академии имени М. В. Фрунзе для использования на преподавательской работе, где в ноябре 1947 года назначен на должность старшего преподавателя по оперативной тактической подготовке тактического руководителя учебной группы, в октябре 1949 года — на должность старшего тактического руководителя кафедры общей тактики и кафедры тактики высших соединений, а в декабре 1952 года — на должность заместителя начальника кафедры общей тактики.
Генерал-майор Георгий Алексеевич Василевич 11 июня 1954 года вышел в отставку по болезни. Умер 4 декабря 1966 года в Москве и похоронен на Ваганьковском кладбище.

## Воинские звания
- Майор (17.02.1936);
- Полковник (17.02.1938);
- Генерал-майор (16.10.1943).

## Награды
- Орден Ленина (05.11.1946);
- Три ордена Красного Знамени (03.11.1944, 27.09.1945, 17.05.1951);
- Медали.